# Radnice v Jimramově
Budova radnice v Jimramově stojí v centru na náměstí Jana Karafiáta. Je chráněna jako kulturní památka České republiky.

## Historie
Budova radnice patří k nejstarším domům. Byla postavena jako jedna z prvních zděných budov po požáru městečka po roce 1589. Stojí v severní frontě domů na náměstí. Je opatřena mansardovou střechou, ve hřebeni se nachází malá věžička. Nad vraty do budovy je umístěn znak městečka. Do současného stavu, v klasicistním slohu, byla přestavěna v roce 1804, kdy byl též přistavěn boční a zadní trakt. V přízemí fungovala do roku 1919 obecní šatlava. Nad ní, v 1. poschodí bydlel obecní strážník. Budova radnice je památkově chráněným objektem.